# Aurélien de Réomé
Aurélien de Réomé (Aurelianus Reomensis) était un moine bénédictin du monastère de Réomé, diocèse de Langres, en Bourgogne, au IXe siècle approximativement entre 800 et 865. Il existe peu de traces de celui-ci. Il a été expulsé du monastère pour des raisons inconnues à ce jour. On le connait pour être l'auteur du premier traité de théorie musicale du Moyen Âge nommé Musica Disciplina écrit à peu près en l'an 840. Il est l'un des pères fondateurs de l'écriture musicale sur partition.
Cette écriture, assez rudimentaire, a peu à peu disparu pour laisser place à des notations plus élaborées.

## Œuvre
- Musica disciplina, édition Shin Nishimagi ; introduction, traduction, notes critiques et explicatives Christian Meyer, Turnhout : Brepols, 2021  (ISBN 978-2-503-59663-1)
- Joseph Perry Ponte: The discipline of Music / Aurelia of Réome. Translated by Joseph Ponte, Colorado Springs, Colo. : Colorado College Music Press, 1968

## Littérature
- Anna Morelli: Il "Musica Disciplina" di Aureliano di Réôme : fondamenti teorico-disciplinari dell'ars musica nel IX secolo, Udine : Forum, 2007  (ISBN 978-88-8420-407-3)